# 前田俊郎
前田 俊郎（まえだ としお、1965年7月28日 - ）は、埼玉県飯能市出身の元プロ野球選手（内野手）。引退後は埼玉西武ライオンズの二軍守備走塁コーチを務めた。プロ入り前の名は「前田東郎」。

## 来歴・人物
所沢商業高時代の3年夏に出場した第65回全国高等学校野球選手権大会では、初戦のPL学園高戦で桑田真澄と投げ合い、桑田からは本塁打を打ったが、加藤正樹に本塁打を打たれるなどして2-6で敗れた。
高校卒業後は、社会人野球の新日本製鐵君津を経て、1987年のプロ野球ドラフト会議で西武ライオンズから5位指名を受け入団。
しかし、一軍出場がないまま1992年に現役を引退した。
その後はスカウトとして球団に残り、2009年の1シーズンのみ二軍守備走塁コーチとして現場に復帰したが、翌2010年からはフロント入りしている。担当した選手は高橋光成など。

## 詳細情報

### 年度別打撃成績
- 一軍公式戦出場なし

### 背番号
- 49 （1988年 - 1992年）
- 71 （2009年）